# Konståkning vid olympiska sommarspelen 1920 – Paråkning
- 26 april 1920

Det var åtta par från sex nationer.

## Medaljer
| Gren | Guld                                      | Silver                        | Brons                                |
| Par  | (FIN) Ludowika Jakobsson Walter Jakobsson | (NOR) Alexia Bryn Yngvar Bryn | (GBR) Phyllis Johnson Basil Williams |

## Resultat
| Plats | Utövare                               | Land           | Stilpoäng |
| ----- | ------------------------------------- | -------------- | --------- |
| 1     | Walter Jakobsson Ludowika Jakobsson   | Finland        | 7,0       |
| 2     | Yngvar Bryn Alexia Bryn               | Norge          | 15,5      |
| 3     | Basil Williams Phyllis Johnson        | Storbritannien | 25,0      |
| 4     | Nathaniel Niles Theresa Weld          | USA            | 28,5      |
| 5     | Sydney Wallwork Ethel Muckelt         | Storbritannien | 34,0      |
| 6     | Georges Wagemans Georgette Herbos     | Belgien        | 41,5      |
| 7     | Charles Sabouret Simone Sabouret      | Frankrike      | 45,5      |
| 8     | MacDonald Beaumont Madeleine Beaumont | Storbritannien | 55,5      |

Huvuddomare:
- Victor Lundquist

Domare:
- August Anderberg
- Louis Magnus
- Eudore Lamborelle
- Knut Ørn Meinich
- Herbert Yglesias
- Alfred Mégroz
- Sakari Ilmanen